# 劫
劫（こう）は仏教などインド哲学の用語で、極めて長い宇宙論的な時間の単位。サンスクリット語のカルパ (kalpa कल्प) の音写文字「劫波（劫簸）」を省略したものである。
循環宇宙論の中で、1つの宇宙（あるいは世界）が誕生し消滅するまでの期間と言われる。また、ブラフマー（仏教では梵天）の1日（半日とする説もある）に等しい。
西洋では、まれにイーオン (aeon) と意訳されることがある。

## ヒンドゥー教

ヒンドゥー教の時間の単位。数値は秒（対数目盛）。上から2番目の Day of Brahma が劫。

ヒンドゥー教では、1劫（カルパ） = 1000マハーユガ (mahayuga)、1マハーユガ = 4ユガ (yuga) = 神々の12000年（4つのユガは不等長で、1ユガ　=神々の4800、3600、2400、1200年）、神々の1年 = 360太陽年とされている。
つまり、1劫 = 43億2000万年である。
なお、マハーユガを神々のユガ、あるいは単にユガということもあるため、1劫 = 1000ユガとする資料もあるが、同じ意味である。
1劫はブラフマーの1日に相当する。1劫には14人のマヌが出現する。1劫が尽きると火（劫火）によって世界は破壊され、その状態がまた1劫にわたって続く。
ブラフマーの1年は360日（720劫）にあたり、一生(para)は100年、すなわち72000劫 = 311兆400億年である。
現在は一生の半分に当たる50年（parārdha）が過ぎて51年目にはいったところであり、その最初のヴァーラーハ（vārāha、猪）という名の劫にあたる。

## ジャイナ教
ジャイナ教でも劫を認めるが、ヒンドゥー教と異なり、劫の終わりに世界が破壊されるとは考えない。ひとつの劫には世界の幸福が増す上昇相（ウトサルピニー）と、不幸と無秩序が増す下降相（アヴァサルピニー）に二分され、それぞれが6期に分かれる。下降相第3期の終わりに最初のティールタンカラであるリシャバが生まれ、第4期に残りの23人のティールタンカラが生まれる。最後のティールタンカラであるマハーヴィーラが解脱に達してから3年8か月後に下降相の第5期に入り、現在に続いている。第5期は21,000年続き、その後にもっと悪い第6期が21,000年続く。上昇相の第3期と第4期にも同様に24人のティールタンカラが生まれる。

## 仏教
劫には大劫（mahākalpa）と中劫（antarakalpa。中間劫、もしくは小劫とも訳される）の2種類がある。中劫は大劫を均等に80分割したものであり、1大劫＝80中劫である。
大劫がヒンドゥー教の劫に当たり、単に「劫」といえばほとんどは大劫である。しかし、仏教の劫はヒンドゥー教と違い、具体的な時間の長さは特に決められていない。
一大劫は世界が生成される成劫（じょうこう、vivartakalpa）、世界が存続する住劫（じゅうこう、vivartasiddhakalpa）、世界が破壊される壊劫（えこう、saṃvartakalpa）、世界が存在しない空劫（くうこう、saṃvartasiddhakalpa）の4つの期間に分かれる。『阿毘達磨大毘婆沙論』によると、中間劫には人の寿命が無限から始まって10歳に減るまでの減劫、10歳から8万歳に増える増劫、10歳から8万歳に増えてまた10歳に減る増減劫の3種類があり、減劫1、増減劫18、増劫1の20中劫で世界が生成され、20中劫の間世界が存続し、20中劫で世界が破壊され、20中劫の間世界が空になる。
『阿毘達磨倶舎論』によると、住劫で寿命が10歳に減ったとき、刀兵・疾疫・飢饉の小三災が起きる。また壊劫の末には火・水・風の大三災のいずれかが起き、64劫ごとに循環する（7つの火災のあと、1つの水災が起きる。ただし最後の64番目の劫では水災でなく風災が起きる）。四禅天のうち、火災では初禅天、水災では二禅天、風災では三禅天までが破壊される。
現在の劫を賢劫（げんごう、bhadrakalpa）と呼び、そのひとつ前の劫を荘厳劫（しょうごんごう、vyūhakalpa）、ひとつ後の劫を星宿劫（しょうしゅくこう、nakṣatrakalpa）と呼ぶ。千仏信仰ではひとつの劫に千仏が出現するとされ、釈迦如来は賢劫の4番目の仏にあたる（賢劫経を参照）。

### 仏祖統紀での定義
『仏祖統紀』での劫の定義は上記と異なっていて、寿命が84000歳から始まって100年に1歳ずつ縮んでいき、10歳になった後、また100年に1歳ずつ増えていき、84000歳になるまでを小劫、20小劫を中劫、4中劫を1大劫とする。

### 譬喩
劫が長いことのたとえ話がいくつか知られているが、これらはあくまで比喩であって定義ではない。
『大智度論』には「1辺4000里（現代中国の換算比で2000km。漢訳時も大きくは違わない）の岩を100年に1度布でなで、岩がすり減って完全になくなっても劫に満たない」という話が載っている。これを磐石劫と呼ぶ。このたとえは落語『寿限無』にも「五劫のすり切れ」として登場する（五劫は、『無量寿経』において法蔵菩薩が阿弥陀如来になる前に行った思惟の長さ）。
同じく『大智度論』には「１辺4000里の城にケシ粒がぎっしり詰まっており、その中から100年に1粒ずつケシ粒を取り出していって、城の中のケシ粒が完全になくなっても劫に満たない」という。これを芥子劫と呼ぶ。

### 用例
劫は更なる長時を表す為の単位として用いられている。
『法華経』化城喩品には、三千大千世界をすべて粉にして、それをある人が1粒ずつ千の国土をすぎて捨てていき、捨て初めから捨て終わりまでのすべてを土地をすべて粉にしてその１粒を一劫として数えた時間ほどの大昔に大通智勝仏という仏が現れた、と説明している。同じ『法華経』寿量品にも同様の説明があるが、五百千万億那由多阿僧祇の三千大千世界を粉にして五百千万億那由多阿僧祇の国土をすぎて捨てていき、捨て初めから捨て終わりまでの一切の土地を抹して出来た粉を「一塵一劫」と換算した長時の昔に釈尊が成道していた、と述べている。これらは劫を説明したものではないが、前者を三千塵点劫、後者を五百塵点劫と呼ぶ。算術書『塵劫記』の書名はこの話に由来する。

## 道教
道教にも仏教から劫の概念が導入された。『隋書』には「延康・赤明・龍漢・開皇」の4つの劫の名が見える。これに「上皇」を加えて、五劫と呼ぶ。五劫は五行思想に結びつけて説明される。
南北朝時代の道教には甲申の年に災害が起きて世界が滅ぼされるが、「種民」と呼ばれる善人はそれを生き延びて太平の世の民になるという終末思想があった。
中国古代の陽九百六は陰陽の不均衡が災いを引き起こすと考え、道教の前身の一つである太平道は宇宙の輪廻再生の周期を導き出し、この観念と仏教の時間単位が融合した後、「渡劫」が誕生し、人の修行や天地は定期的に災難に見舞われると考えていた。

## 派生
現在、日常的に使われる億劫（おっくう）や永劫（えいごう）などの言葉は、この「劫」に由来する。億劫は本来「おくこう」と読むが、「おっこう」を経て「おっくう」に転訛したものである。これは百千万億劫の略語で、数式にすると100×1千×1万×1億となる。そのため、きわめて長く、ほぼ無限の時間を表すことから、一般的にわずらわしくて気が進まない様子を指して言うようになったものである。
囲碁で無限に繰り返すパターンのうち最も簡単なものを劫と呼ぶ。